# تپه میانگران ۳
تپه میانگران ۳ مربوط به هزاره سوم و ۴ قبل از میلاد است و در شهرستان ایذه، بخش مرکزی، دهستان حومه غربی، روستای میانگران علیا واقع شده و این اثر در تاریخ ۲۶ اسفند ۱۳۸۷ با شمارهٔ ثبت ۲۵۹۷۱ به‌عنوان یکی از آثار ملی ایران به ثبت رسیده است.